# Barandales

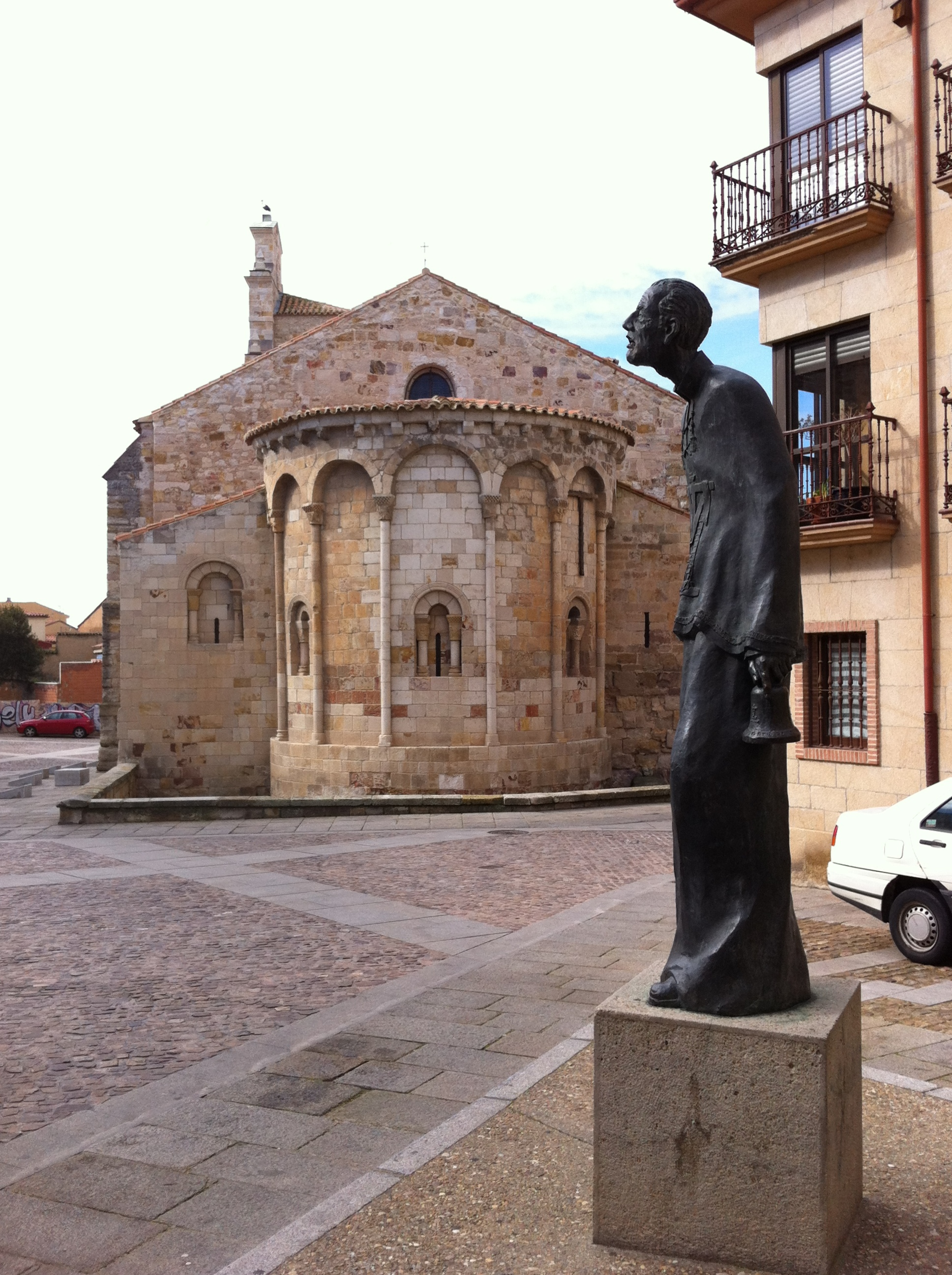
Escultura del Barandales, realizada en 1994 por Ricardo Flecha Barrio.

Barandales es un personaje que desempeña la misión de avisar al público de la marcha de las procesiones de Semana Santa en Zamora, España. Suele vestir con amplios ropajes y agitan con las manos dos pesados esquilones (rondan los cinco kilos). Se origina este personaje en el siglo XVI como campanillero avisador de procesiones. Su popularidad hizo que en 1994 se erigiera en la Plaza de Santa María (aledaños del Museo de la Semana Santa) obra del imaginero zamorano Ricardo Flecha Barrio, siendo su motivo el cuarto centenario.

## Origen
Antiguamente debido a la prescripción litúrgica, las campanas de las Iglesias de Zamora enmudecían desde la tarde del Jueves Santo hasta el Domingo de Resurrección, de ahí surgió la necesidad de la figura del Barandales para que la percusión metálica de sus campanas recordara a los fieles la celebración de los distintos oficios y acontecimientos que se fuesen sucediendo en la pasión zamorana.
Mediante el sonido de dos campanas o esquilas pendientes de sus muñecas, este singular “campanillero” abría la marcha de tres cofradías: la Santa Vera Cruz, el Santo Entierro y nuestra Madre de las Angustias.
Doscientos años después las cofradías de la Borriquita, la Tercera Caída, el Vía Crucis, la Virgen de la Esperanza y Luz y Vida, no queriendo ser menos, introdujeron esta figura es sus desfiles procesionales con el mismo cometido.
Por todo esto, Barandales es una de las figuras más representativas de la Semana Santa de Zamora.

## Características
Se trata sin duda de uno de los iconos más singulares y únicos de la Semana Santa de Zamora representado por un hombre, siempre el mismo en todas las cofradías. Durante más de veinte años esta misión fue llevada a cabo por Alberto Villacorta Rubio hasta su fallecimiento en el año 2011, a partir del cual cada cofradía tiene su propio Barandales.
Suele portar una túnica de especial diseño con los colores de la cofradía y dos esquilas también personalizadas para cada cofradía. Se sitúa en la cabecera de los desfiles delante de la cruz guía y tañe las esquilas a su paso con el objeto de anunciar a las gentes el paso del desfile.